# Джей-Джей Окоча
Августи́н Азу́ка «Джей-Джей» Око́ча (англ. Augustine Azuka "Jay-Jay" Okocha; нар. 14 серпня 1973 року, Енугу, Нігерія) — нігерійський футболіст. Під час виступів у Туреччині прийняв громадянство цієї країни під іменем Мохаммет Явуз.

## Титули та досягнення

### Командні
«ПСЖ»
- Володар Суперкубка Франції: 1998
- Володар Кубка Інтертото: 2001

Нігерія
- Володар Кубка африканських націй: 1994
- Срібний призер Кубка африканських націй: 2000
- Бронзовий призер Кубка африканських націй: 2002, 2004, 2006
- Переможець Олімпійських ігор: 1996

### Індивідуальні
- Включений до списку ФІФА 100

## Статистика виступів

### Статистика виступів за збірну
| Дата       | Місто               | Господарі        | Результат        | Гості        | Турнір                                             | Голи | Примітки |
| ---------- | ------------------- | ---------------- | ---------------- | ------------ | -------------------------------------------------- | ---- | -------- |
| 12/03/1993 | Гамбург             | Німеччина        | 3 – 1            | Нігерія      | товариський матч                                   | -    |          |
| 24/04/1993 | Стокгольм           | Швеція           | 1 – 1            | Нігерія      | товариський матч                                   | 1    |          |
| 28/04/1993 | Осло                | Норвегія         | 0 – 2            | Нігерія      | товариський матч                                   | -    |          |
| 2/05/1993  | Абіджан             | Кот-д'Івуар      | 2 – 1            | Нігерія      | Відбір до ЧС 1994                                  | -    |          |
| 3/07/1993  | Лагос               | Нігерія          | 4 – 1            | Алжир        | Відбір до ЧС 1994                                  | 1    |          |
| 25/09/1993 | Лагос               | Нігерія          | 3 – 0            | Уругвай      | товариський матч                                   | -    |          |
| 9/03/1994  | Лагос               | Нігерія          | 0 – 0            | Гана         | товариський матч                                   | -    |          |
| 26/03/1994 | Туніс (місто)       | Нігерія          | 3 – 0            | Габон        | Кубок африканських націй 1994 - 1-й етап           | -    |          |
| 30/03/1994 | Туніс (місто)       | Єгипет           | 0 – 0            | Нігерія      | Кубок африканських націй 1994 - 1-й етап           | -    |          |
| 6/04/1994  | Туніс (місто)       | Нігерія          | 2 – 2 (4-2 п.п.) | Кот-д'Івуар  | Кубок африканських націй 1994 - півфінал           | -    |          |
| 10/04/1994 | Туніс (місто)       | Нігерія          | 2 – 1            | Замбія       | Кубок африканських націй 1994 - Фінал              | -    |          |
| 14/05/1994 | Амстердам           | ПАР              | 1 – 2            | Нігерія      | товариський матч                                   | -    |          |
| 25/05/1994 | Шкодер (місто)      | Сенегал          | 2 – 0            | Нігерія      | товариський матч                                   | -    |          |
| 12/06/1994 | Монровія            | Ліберія          | 1 – 5            | Нігерія      | товариський матч                                   | -    |          |
| 25/06/1994 | Бостон              | Аргентина        | 2 – 1            | Нігерія      | ЧС 1994 - 1-й етап                                 | -    |          |
| 30/06/1994 | Бостон              | Нігерія          | 2 – 0            | Греція       | ЧС 1994 - 1-й етап                                 | -    |          |
| 5/07/1994  | Бостон              | Італія           | 2 – 1            | Нігерія      | ЧС 1994 - 1/8 фіналу                               | -    |          |
| 16/11/1994 | Лондон              | Англія           | 1 – 0            | Нігерія      | товариський матч                                   | -    |          |
| 6/01/1995  | Ер-Ріяд             | Нігерія          | 3 – 0            | Японія       | Кубок Конфедерацій                                 | -    |          |
| 10/01/1995 | Ер-Ріяд             | Нігерія          | 0 – 0            | Аргентина    | Кубок Конфедерацій                                 | -    |          |
| 13/01/1995 | Ер-Ріяд             | Мексика          | 1 – 1 (5-4 п.п.) | Нігерія      | Кубок Конфедерацій                                 | -    |          |
| 11/06/1995 | Шкодер (місто)      | Албанія          | 3 – 2            | Нігерія      | товариський матч                                   | 1    |          |
| 10/11/1995 | Тель-Авів           | Ізраїль          | 0 – 1            | Нігерія      | товариський матч                                   | -    |          |
| 9/11/1996  | Лагос               | Нігерія          | 2 – 0            | Буркіна-Фасо | Відбір до ЧС 1998                                  | -    |          |
| 12/01/1997 | Найробі             | Кенія            | 1 – 1            | Нігерія      | Відбір до ЧС 1998                                  | -    |          |
| 5/04/1997  | Лагос               | Нігерія          | 2 – 1            | Гвінея       | Відбір до ЧС 1998                                  | -    |          |
| 27/04/1997 | Уагадугу            | Буркіна-Фасо     | 1 – 2            | Нігерія      | Відбір до ЧС 1998                                  | -    |          |
| 7/06/1997  | Лагос               | Нігерія          | 3 – 1            | Кенія        | Відбір до ЧС 1998                                  | -    |          |
| 17/08/1997 | Конакрі             | Гвінея           | 1 – 0            | Нігерія      | Відбір до ЧС 1998                                  | -    |          |
| 22/04/1998 | Лозанна             | Швейцарія        | 1 – 0            | Нігерія      | товариський матч                                   | -    |          |
| 5/06/1998  | Роттердам           | Нідерланди       | 5 – 1            | Нігерія      | товариський матч                                   | -    |          |
| 13/06/1998 | Нант                | Іспанія          | 3 – 2            | Нігерія      | ЧС 1998 - 1-й етап                                 | -    |          |
| 19/06/1998 | Париж               | Нігерія          | 1 – 0            | Болгарія     | ЧС 1998 - 1-й етап                                 | -    |          |
| 28/06/1998 | Сен-Дені            | Нігерія          | 1 – 4            | Данія        | ЧС 1998 - 1-й етап                                 | -    |          |
| 13/01/1999 | Абеокута (місто)    | Нігерія          | 2 – 0            | Румунія      | товариський матч                                   | -    |          |
| 23/01/2000 | Лагос               | Нігерія          | 4 – 2            | Туніс        | Кубок африканських націй 2000 - 1-й етап           | 2    |          |
| 28/01/2000 | Лагос               | Республіка Конго | 0 – 0            | Нігерія      | Кубок африканських націй 2000 - 1-й етап           | -    |          |
| 3/02/2000  | Лагос               | Нігерія          | 2 – 0            | Марокко      | Кубок африканських націй 2000 - 1-й етап           | -    |          |
| 7/02/2000  | Лагос               | Нігерія          | 2 – 1            | Сенегал      | Кубок африканських націй 2000 - чвертьфінал        | -    |          |
| 13/02/2000 | Лагос               | Нігерія          | 2 – 2 (3-4 п.п.) | Камерун      | Кубок африканських націй 2000 - Фінал              | 1    |          |
| 17/06/2000 | Лагос               | Нігерія          | 2 – 0            | Сьєрра-Леоне | Відбір до ЧС 2002                                  | 1    |          |
| 9/07/2000  | Монровія            | Ліберія          | 2 – 1            | Нігерія      | Відбір до ЧС 2002                                  | -    |          |
| 13/01/2001 | Лагос               | Нігерія          | 2 – 1            | Португалія   | товариський матч                                   | -    |          |
| 27/01/2001 | Порт-Гаркорт        | Нігерія          | 3 – 0            | Венесуела    | товариський матч                                   | -    |          |
| 11/03/2001 | Брисбен             | Австралія        | 0 – 0            | Нігерія      | товариський матч                                   | -    |          |
| 21/04/2001 | Фрітаун             | Сьєрра-Леоне     | 1 – 0            | Нігерія      | Відбір до ЧС 2002                                  | -    |          |
| 2/06/2001  | Ломе                | Того             | 0 – 1            | Нігерія      | Відбір до ЧС 2002                                  | -    |          |
| 1/07/2001  | Омдурман            | Нігерія          | 4 – 0            | Судан        | Відбір до ЧС 2002                                  | 1    |          |
| 29/07/2001 | Порт-Гаркорт        | Нігерія          | 3 – 0            | Гана         | Відбір до ЧС 2002                                  | -    |          |
| 7/10/2001  | Саутгемптон         | Японія           | 2 – 2            | Нігерія      | товариський матч                                   | -    |          |
| 12/01/2002 | Дублін              | Ірландія         | 1 – 1            | Нігерія      | товариський матч                                   | -    |          |
| 21/01/2002 | Бамако              | Нігерія          | 1 – 0            | Алжир        | Кубок африканських націй 2002 - 1-й етап           | -    |          |
| 24/01/2002 | Бамако              | Малі             | 0 – 0            | Нігерія      | Кубок африканських націй 2002 - 1-й етап           | -    |          |
| 28/01/2002 | Мопті               | Нігерія          | 1 – 0            | Ліберія      | Кубок африканських націй 2002 - 1-й етап           | -    |          |
| 3/02/2002  | Бамако              | Гана             | 0 – 1            | Нігерія      | Кубок африканських націй 2002 - чвертьфінал        | -    |          |
| 7/02/2002  | Бамако              | Сенегал          | 2 – 1            | Нігерія      | Кубок африканських націй 2002 - півфінал           | -    |          |
| 26/03/2002 | Манчестер           | Парагвай         | 1 – 1            | Нігерія      | товариський матч                                   | 1    |          |
| 17/04/2002 | Салвадор (Бразилія) | Бразилія         | 1 – 2            | Нігерія      | товариський матч                                   | -    |          |
| 16/05/2002 | Анкара              | Туреччина        | 1 – 2            | Нігерія      | товариський матч                                   | -    |          |
| 2/06/2002  | Касіма (Ібаракі)    | Нігерія          | 0 – 1            | Аргентина    | ЧС 2002 - 1-й етап                                 | -    |          |
| 7/06/2002  | Кобе                | Швеція           | 2 – 1            | Нігерія      | ЧС 2002 - 1-й етап                                 | -    |          |
| 29/03/2003 | Лагос               | Нігерія          | 2 – 0            | Франція      | товариський матч                                   | -    |          |
| 11/06/2003 | Порт-Гаркорт        | Нігерія          | 0 – 3            | Бельгія      | товариський матч                                   | -    |          |
| 26/07/2003 | Вотфорд             | Нігерія          | 1 – 0            | Австрія      | товариський матч                                   | 1    |          |
| 27/01/2004 | Монастір            | Марокко          | 1 – 0            | Нігерія      | Кубок африканських націй 2004 - 1-й етап           | -    |          |
| 31/01/2004 | Монастір            | Нігерія          | 4 – 0            | ПАР          | Кубок африканських націй 2004 - 1-й етап           | 1    |          |
| 4/02/2004  | Сфакс               | Нігерія          | 2 – 1            | Бенін        | Кубок африканських націй 2004 - 1-й етап           | -    |          |
| 8/02/2004  | Монастір            | Камерун          | 1 – 2            | Нігерія      | Кубок африканських націй 2004 - чвертьфінал        | 1    |          |
| 11/02/2004 | Радес               | Туніс            | 1 – 1 (4-3 п.п.) | Нігерія      | Кубок африканських націй 2004 - півфінал           | 1    |          |
| 13/02/2004 | Монастір            | Нігерія          | 2 – 1            | Малі         | Кубок африканських націй 2004 - матч за 3-тє місце | 1    |          |
| 3/07/2004  | Лагос               | Нігерія          | 1 – 0            | Польща       | товариський матч                                   | -    |          |
| 5/09/2004  | Порт-Гаркорт        | Нігерія          | 3 – 0            | Ісландія     | товариський матч                                   | -    |          |
| 26/03/2005 | Лагос               | Нігерія          | 2 – 0            | Уельс        | товариський матч                                   | -    |          |
| 18/06/2005 | Кано                | Нігерія          | 1 – 1            | США          | товариський матч                                   | 1    |          |
| 7/02/2006  | Александрія         | Єгипет           | 1 – 0            | Нігерія      | товариський матч                                   | -    |          |
| 9/02/2006  | Каїр                | Нігерія          | 2 – 1            | Канада       | товариський матч                                   | -    |          |
| Усього     |                     | Матчів           | 78               |              | Голів                                              | 15   |          |